# Matsuda Naoki
Matsuda Naoki (松田 直樹 14 tháng 3 năm 1977 – 4 tháng 8 năm 2011) là một cầu thủ bóng đá người Nhật Bản. Anh qua đời sau một cơn đau tim đột quỵ trong buổi tập với câu lạc bộ Matsumoto Yamaga FC.

## Thống kê sự nghiệp
| Đội tuyển bóng đá Nhật Bản | Đội tuyển bóng đá Nhật Bản | Đội tuyển bóng đá Nhật Bản |
| Năm                        | Trận                       | Bàn                        |
| -------------------------- | -------------------------- | -------------------------- |
| 2000                       | 14                         | 0                          |
| 2001                       | 10                         | 0                          |
| 2002                       | 12                         | 0                          |
| 2003                       | 0                          | 0                          |
| 2004                       | 3                          | 0                          |
| 2005                       | 1                          | 1                          |
| Tổng cộng                  | 40                         | 1                          |